# Alexéi Volkonski
Alexéi Viktorovich Volkonski –en ruso, Алексей Викторович Волконский– (Kalinin, URSS, 14 de diciembre de 1978) es un deportista ruso que compitió en piragüismo en la modalidad de aguas tranquilas. Ganó dos medallas en el Campeonato Mundial de Piragüismo entre los años 1999 y 2001, y ocho medallas en el Campeonato Europeo de Piragüismo entre los años 1999 y 2004.

## Palmarés internacional
| Campeonato Mundial | Campeonato Mundial | Campeonato Mundial | Campeonato Mundial |
| Año                | Lugar              | Medalla            | Competición        |
| ------------------ | ------------------ | ------------------ | ------------------ |
| 1999               | Milán (Italia)     | Medalla de oro     | C4 1000 m          |
| 2001               | Poznań (Polonia)   | Medalla de bronce  | C4 500 m           |
| Campeonato Europeo |                    |                    |                    |
| Año                | Lugar              | Medalla            | Competición        |
| 1999               | Zagreb (Croacia)   | Medalla de oro     | C4 500 m           |
| 1999               | Zagreb (Croacia)   | Medalla de oro     | C4 1000 m          |
| 1999               | Zagreb (Croacia)   | Medalla de bronce  | C4 200 m           |
| 2001               | Milán (Italia)     | Medalla de oro     | C4 1000 m          |
| 2002               | Szeged (Hungría)   | Medalla de plata   | C4 500 m           |
| 2002               | Szeged (Hungría)   | Medalla de bronce  | C4 1000 m          |
| 2004               | Poznań (Polonia)   | Medalla de plata   | C4 200 m           |
| 2004               | Poznań (Polonia)   | Medalla de plata   | C4 500 m           |